# 宁乡经济
宁乡经济的总量（按GDP排位）在中国大陆1800个市县级行政区中2010年排行73位，2011年排行68位。在中部地区2010年排行第六位，2011年排行第五位。2010的GDP总量490亿元，财政收入25.5亿元，工业产值830亿元。

宁乡经济以农业为主，传统农业以粮食生产和畜牧业为大宗，宁乡市是全国商品粮基地之一和著名的养猪之乡。当前，宁乡市的农业正迈向产业化发展，组成养猪大户生产链。宁乡的工业以建材、机械、化工、食品加工、湘派服饰为主导，以轻工业和民营工业为主。

## 农业
宁乡市气候温和，雨量充沛，热量丰富，阳光充足，严寒期短，无霜期长，四季分明，地形复杂，土壤肥沃，利于各种各样的农作物的生长。

### 种植业

#### 粮食作物
粮食作物以水稻为主，产量占粮食产量的90%。水稻分为早稻、中稻和晚稻。按照品种分为粳米、籼米和糯米，其他辅助粮食作物为小麦、大麦、红薯和玉米。2000年的粮食总产量达到了8.35亿千克。宁乡市科技兴粮，推广浅水活蔸、薄水发蔸、适时晒田、活水壮苞、干湿壮籽、落水黄熟的管理水资源原则。

#### 经济作物

##### 茶叶
宁乡市茶叶主要分布于沩山乡、大屯营乡、偕乐桥镇、青山桥镇、祖塔乡、崔坪乡。以种植沩山毛尖为主。

##### 柑橘
宁乡市是亚热带湿润气候和丘岗地形，适合于种植柑橘。宁乡市的柑橘基地位于朱良桥镇、老粮仓镇、偕乐桥镇、菁华铺乡和东湖塘镇。种植面积以朱良桥镇为最大。

##### 其他水果
宁乡市小水果主要是桃子、梨子、李子、杨梅和葡萄。

##### 烟叶
宁乡市的优质烟叶基地有3万亩，主要分布于青山桥镇、流沙河镇、老粮仓镇、枫木桥乡、横市镇、双凫铺镇、大屯营乡、坝塘镇、菁华铺乡、朱良桥镇这十个镇。以黄烟最为著名。

##### 其他
桑蚕、干椒、西瓜、油茶和板栗、西瓜、草莓等也广泛种植。

### 林业
宁乡市森里茂密，森林覆盖率60%。主要种植竹子、松树、樟树、杉树。

### 养殖业
宁乡市养殖业分为水产养殖和家禽养殖。主要是养鱼、生猪、牛、羊、兔子。

#### 猪
宁乡市的宁乡猪闻名全国，属于全国三大地方标准猪种，表现为早熟易肥、肉质鲜嫩、味道鲜美、性情温驯和适应能力强。现今多为群猪养殖户。

#### 鸡
宁乡市的鸡养殖以土杂鸡为主。品种耐粗食、易于管理、肉质鲜嫩、肉味鲜美、年产蛋120只左右。现今多为群鸡养殖户。

## 工业
宁乡市的轻工业甚为发达，有著名的宁乡经济开发区。

### 食品加工
宁乡市的分为大米加工、肉类加工和酿酒。有著名的加加酱油和青岛啤酒生产基地。

### 建材加工
宁乡市的建材加工有石灰石、砂石、粘土、水泥、砖瓦、涂料、钢筋、五金。

### 化工工业
宁乡市的化工主要为磷肥、柠檬酸、药品、鞭炮和塑料制品。

### 机械工业
宁乡市的机械工业主要为三一重工的分厂。

### 煤矿工业
宁乡市的煤炭资源丰富，被誉为省内煤海。

### 造纸工业
宁乡市的造纸工业主要为生产包装纸、文化纸、草纸和卫生纸。

### 服装工业
宁乡市的服装工业有120多家。其中“圣得西”“忘不了”远销欧美，是国际品牌。宁乡县的制鞋工业也较为发达。

## 旅游业
宁乡市历史悠久，文化底蕴深厚，可以追溯到商朝。主要景点有沩山、密印寺、十三洞、黄材水库、灰汤温泉，刘少奇故居、何叔衡故居、谢觉哉故居、云山学校，白云寺、裴休墓、官山张墓，芙蓉山、田坪水库、普济寺、上流寺，一共三条旅游路线。一条是黄材镇到沩山，一条是麦田到灰汤镇，一条是花明楼镇到青山桥镇。